# Киносита, Тоитиро
Тоитиро Киносита (яп. 木下東一郎, англ. Toichiro Kinoshita; 23 января 1925, Кураёси, Япония — 23 марта 2023, Амхерст, Массачусетс, США) — японский и американский физик-теоретик, работавший в области физики элементарных частиц, профессор Корнеллского университета, член Национальной академии наук США (1991), лауреат премии Сакураи (1990).

## Биография
Тоитиро Киносита родился 23 января 1925 года в городе Кураёси, расположенном в префектуре Тоттори, на западном побережье острова Хонсю (по другим данным, в Йонаго или в Токио). В 1944 году он поступил в Токийский университет, в 1947 году окончил его, а в 1952 году там же получил докторскую степень. Его научным руководителем был Кунихико Кодайра.
После этого Киносита получил постдокторскую позицию в Институте перспективных исследований в Принстоне (штат Нью-Джерси, США), где он работал в 1952—1954 годах. Затем, в 1954—1955 годах, он работал в Колумбийском университете в Нью-Йорке.
Начиная с 1955 года, Киносита работал в Корнеллском университете в Итаке (штат Нью-Йорк). В 1958 году он получил должность ассистента-профессора, в 1960 году — ассоциированного профессора, а в 1963 году стал полным профессором. В 1962—1963 годах Киносита в качестве фордовского стипендиата работал в ЦЕРНе. С 1992 года его должность в Корнеллском университете называлась «Голдуин-Смитовский профессор» (англ. Goldwin Smith Professor), а с 1995 года — «Голдуин-Смитовский профессор-эмерит» (англ. Goldwin Smith Emeritus Professor).
В 1951 году Киносита женился на Масако Мацуоке (Masako «Masa» Matsuoka), которая также изучала физику. В 1954 году в США у них родилась первая дочь, которую они назвали Кей (Kay), а затем, в 1958 и 1960 годах, ещё двое дочерей — Джун (June) и Рей (Ray). Масако умерла в 2022 году. Тоитиро Киносита скончался 23 марта 2023 года в Амхерсте (штат Массачусетс). И он, и его жена похоронены в Итаке, недалеко от Корнеллского университета.

## Научные результаты
Во второй половине 1950-х годов, в совместных работах с Альберто Сирлином, выполненных в Корнеллском университете, Киносита вычислил квантовоэлектродинамические поправки к распаду мюона и ядерному бета-распаду в универсальной V—A теории слабого взаимодействия. Одним из важных результатов этого вычисления было то, что соответствующая поправка ко времени жизни мюона составила +0,4 %, — это было важно для получения более точного значения постоянной Ферми, определяющей степень интенсивности слабого взаимодействия.
Киносита является одним из авторов теоремы Киноситы — Ли — Науэнберга, утверждающей, что полные вклады в определённые порядки теории возмущений в калибровочных теориях, подобных квантовой электродинамике, квантовой хромодинамике, а также стандартной модели в целом, не должны содержать инфракрасных расходимостей. Другими словами, инфракрасные сингулярности, возникающие при вычислении интегралов по петлям и интегралов по фазовому пространству, должны сокращаться. Это утверждение было доказано в статье Киноситы «Массовые сингулярности фейнмановских амплитуд» (англ. Mass singularities of Feynman amplitudes, 1962), а также в работах Ли Чжэндао и Майкла Науэнберга 1964 года.
Начиная с 1966 года, Киносита вместе с соавторами занимался вычислением поправок к аномальным магнитным моментам электрона и мюона, используя аналитические и численные методы. В частности, аномальный магнитный момент мюона равен {\displaystyle (g-2)/2} (где {\displaystyle g} — это g-фактор) и включает в себя вклады, соответствующие электромагнитным, электрослабым и сильным взаимодействиям. Результаты для поправок шестого порядка к аномальному магнитному моменту мюона были опубликованы в 1972 году, а затем в течение нескольких десятилетий велась работа над получением всё более и более точных результатов, которые использовались для сравнения теоретических предсказаний и экспериментальных данных и, в частности, для повышения точности при определении постоянной тонкой структуры. Полный набор результатов для поправок десятого порядка к аномальному магнитному моменту мюона был опубликован в 2012 году, а последняя работа Киноситы на эту тему вышла в 2019 году.

## Награды и премии
- Стипендиат Гуггенхайма (1973)[10]
- Лауреат премии Сакураи (1990), «за теоретический вклад в прецизионные проверки квантовой электродинамики и электрослабой теории, и в особенности за новаторские работы по вычислению аномальных магнитных моментов лептонов»[6]
- Член Национальной академии наук США (1991)[5]

## Некоторые публикации
- T. Kinoshita, A. Sirlin. Radiative corrections to Fermi interactions, Physical Review, 1959, v. 113, No. 6, p. 1652—1660, doi:10.1103/PhysRev.113.1652
- T. Kinoshita. Mass singularities of Feynman amplitudes, Journal of Mathematical Physics, 1962, v. 3, No. 4, p. 650—677, doi:10.1063/1.1724268
- S. J. Brodsky, T. Kinoshita, H. Terazawa. Two-photon mechanism of particle production by high-energy colliding beams, Physical Review, 1971, v. D4, No. 4, p. 1532—1557, doi:10.1103/PhysRevD.4.1532
- E. Eichten, K. Gottfried, T. Kinoshita, K. D. Lane, T. M. Yan. Charmonium: Comparison with Experiment, Physical Review, 1980, v. D21, No. 1, p. 203—233, doi:10.1103/PhysRevD.21.203
- T. Aoyama, M. Hayakawa, T. Kinoshita, M. Nio. Complete tenth-order QED contribution to the muon g-2, Physical Review Letters, 2012, v. 109, No. 11, article 111808, doi:10.1103/PhysRevLett.109.111808